# بستانکار
بستانکار (یا دائن یا طلب‌کار) کسی است که «حقی» بر گردن دیگری (بدهکار یا مدیون) دارد.

## حسابداری و گزارشگری مالی
حساب بستانکاران در دفاتر حسابداری و ترازنامه گروهی از تعهدات و بدهی‌های سازمان هستند که می‌توانند در قالب یک شخص حقیقی یا حقوقی، بانک‌ها، موسسات مالی و اعتباری و... در ازای خرید نسیه مواد اولیه، کالا، خدمات و دیگر موارد به‌وجود آیند.
نحوه گزارشگری مالی
در حسابداری دوطرفه، حساب بستانکار در سمت چپ ترازنامه نمایش داده می‌شود.

## قانون تجارت
طبق ماده ۵۱۴ قانون تجارت، بستانکاران عادی را اصطلاحاً غرماء می‌نامند.